# Pálok Gábor
Pálok Gábor (Budapest, 1974. június 15. –) magyar színész, egykori gyerekszínész, szinkronhang. Az 1980-as évek egyik legtöbbet foglalkoztatott szinkronhangja volt, több filmben is feltűnt. Testvérei Pálok Sándor, és Pálok Mónika szintén szinkronhangok voltak.

## Szinkronszerepei
- Csillagok küldötte (1978)
- Lakótelepi gyerekek Miško hangja (1978)
- Benji (eredeti cím: Benji, Zax & the Alien Prince) Yubi herceg hangja (1983)
- Nap, széna, eper (1984) Jírka hangja

## Filmszerepei
- A Pogány Madonna (1980) – Bence, Matuska unokája
- A stiglic (1980)
- Linda I. (1983) – Kisfiú, az állatkereskedésben ékszerteknősök után érdeklődik
- Villanyvonat (1983) – Kisfiú a terepasztallal
- Appassionata (1984)
- Boldogtalanok (1984)
- Mentsük meg Bundert Boglárkától (1984) – Móni testvére
- Macskafogó (1986) – Hajós fiú (hang)
- Kreutzer szonáta (1987)